# Bernat Amat de Cardona

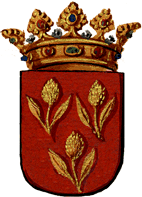
Wappen des Hauses Cardona

Bernat Amat de Cardona († um 1155) war ein katalanischer Adeliger, der eigentlich Bernat Amat de Claramunt hieß, jedoch als Erbe des Hauses der Vizegrafen von Cardona den Familiennamen de Cardona annahm. Er trat die Nachfolge seines mütterlichen Onkels, Folch II. de Cardona, Bischof von Barcelona, (1096–1099) als erster Vizegraf (Katalanisch vescomte) von Cardona (im Zentrum von Katalonien (heute im Nordosten von Spanien)) seines Hauses an und regierte von 1099 bis 1155. Dank des Abbaus der reichen Salzvorkommen auf seinem Territorium zählte er zu den reichsten, und wegen seiner langen Herrschaft zu den einflussreichsten Baronen der Grafen von Barcelona, mit denen er durch seine Frau verschwägert war und die er als Feldherr in ihren Kriegen gegen die Sarazenen unterstützte.

## Herkunft

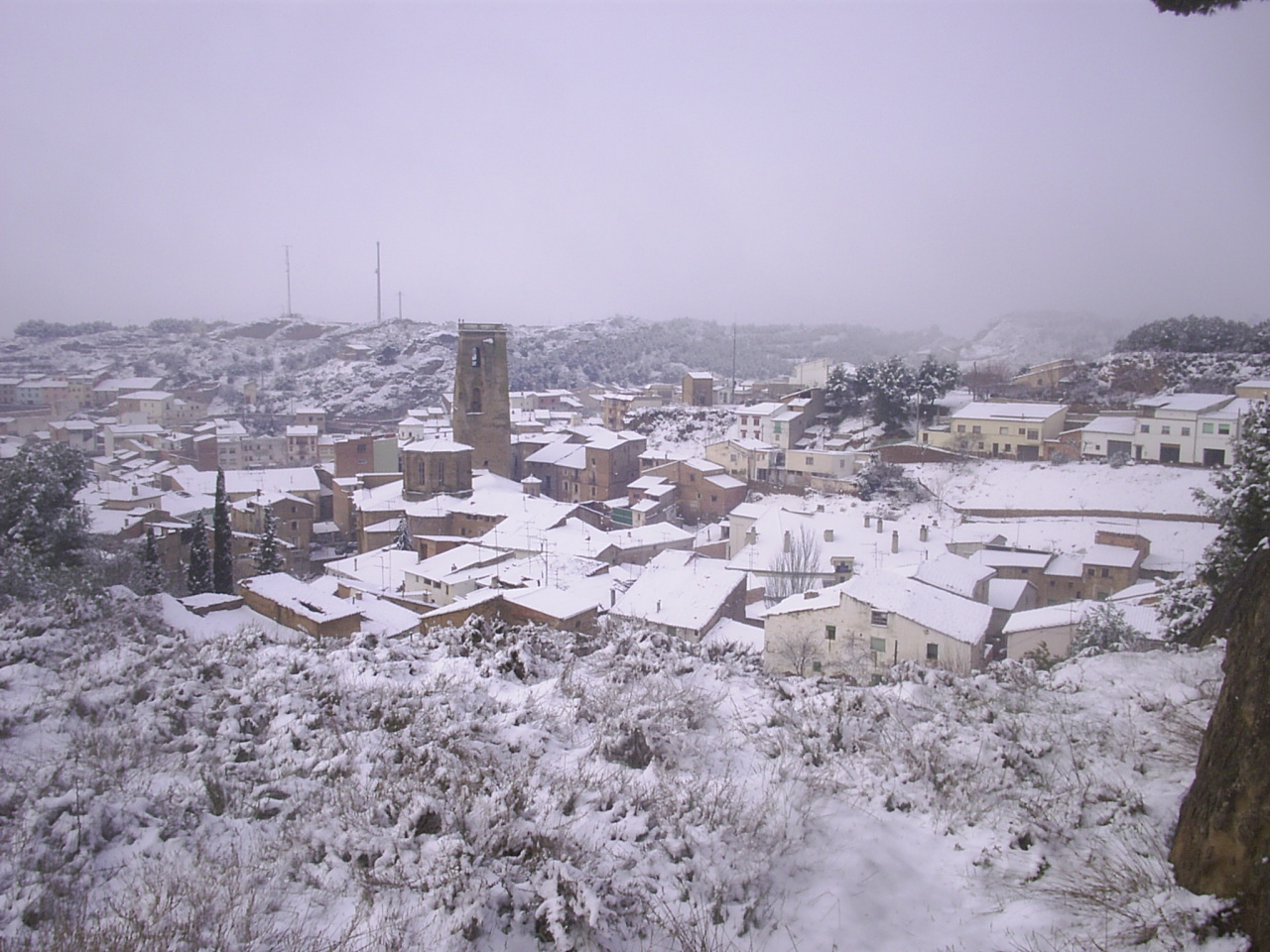
Tamarite im Winter

Bernat Amat stammte nicht aus dem Haus Cardona, sondern aus der katalanischen Adelsfamilie de Claramunt, die in der Grafschaft Barcelona eine nicht unwichtige Rolle spielte. Bereits sein gleichnamiger Großvater, Bernat Amat de Claramunt († n. 1064), Herr von Tamarite de Litera, war einer der führenden Barone am Hof von Graf Raimund Berengar I. von Barcelona (1035–1076). Als Anerkennung für seine Kriegsdienste erhielt er den Titel Vizegraf von Tarragona, nahm 1064 an der berühmten Eroberung von Barbastro teil und war einer der Barone, die die Urkunde unterschrieben, mit der die so genannten Usatges de la Cort de Barcelona (‚Gepflogenheiten des Hofes in Barcelona‘) – eine der ersten schriftlichen Zusammenfassung des Feudalrechts in Europa – kundgemacht wurden.
Bernat Amats Vater war Deodat Bernat de Claramunt († n. 3. Juni 1096), der zwar wie sein Vater den Titel Vizegraf von Tarragona führte, diese Herrschaft jedoch nie ausüben konnte, da die Stadt sich weiter in der Hand der muslimischen Emire von Saragossa befand. Es ist das historische Verdienst von Deadat Bernat, dass er durch eine „politische“ Ehe die Voraussetzung für den Erwerb der Vizegrafschaft Cardona durch seine Familie geschaffen hat. Bernat Amats Mutter, war Ermessenda de Cardona († 1083/87), die einzige Tochter von Raimund Folch I. de Cardona durch die die Vizegrafschaft Cardona an das Haus Claramunt fiel.
Bernat Amat hatte zwei Brüder:
- Ramon Folch de Cardona († n. 5. Dezember 1151), urkundlich durch eine Schenkung vom 3. Juni 1096, testiert am 5. Dezember 1151.
- Guillem de Cardona († n. 5. Dezember 1151), testiert gemeinsam mit seinem Bruder Ramon am 5. Dezember 1151

## Leben

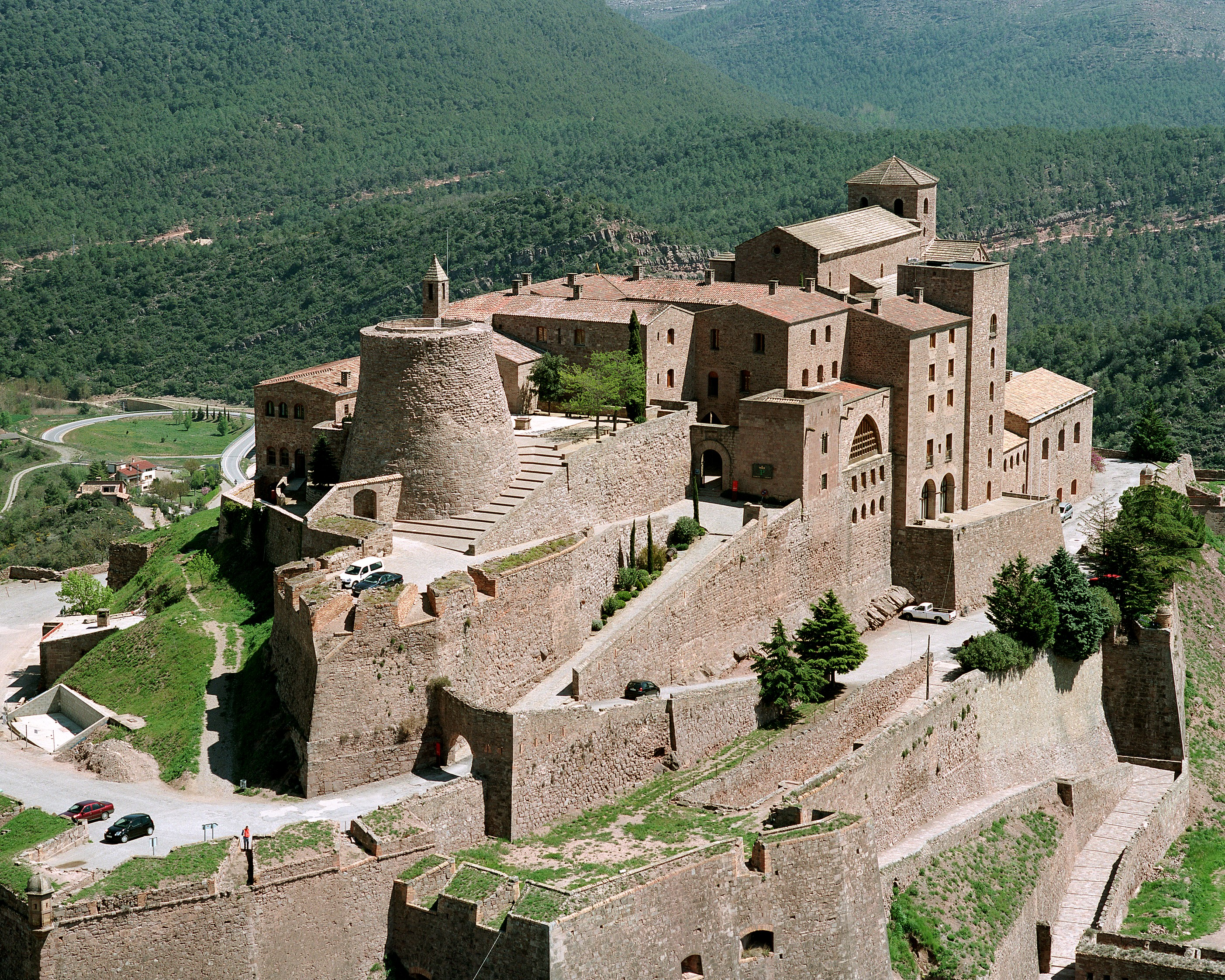
Das Castell von Cardona

### Frühe Jahre
Bernat Amat de Claramunt später de Cardona – wuchs vermutlich in der Burg seiner mütterlichen Vorfahren dem Castell de Cardona auf, das bis heute die Kleinstadt Cardona (im Bezirk Bages) in der Provinz Barcelona dominiert, jedoch nunmehr als Parador de turismo (‚Schlosshotel‘) dient. Er hatte zwei Hoffnungen bezüglich seiner Zukunft – dass er entweder eines Tages die Stadt Tarragona (heute Hauptstadt der gleichnamigen Provinz in der Autonomen Gemeinschaft Katalonien) erobern würde – und damit nicht nur den bloßen Titel tragen, sondern auch die effektive Herrschaft über diese Vizegrafschaft ausüben könnte, oder dass sein Erbanspruch auf die Vizegrafschaft Cardona zum Tragen kommt. Beides schien anfangs wenig wahrscheinlich, denn Tarragona befand sich weiterhin im Besitz der Sarazenen und in Cardona gab es neben seinem Großvater Raimund Folch I. de Cardona noch dessen Bruder Folch II. und in der nächsten Generation einen männlichen Erben: den Bruder seiner Mutter, Bremond II. de Cardona.
Eine Wende zeichnete sich im Jahre 1086 ab, da Bernat Amats Großvater, Raimund Folch I. de Cardona im Zuge eines der häufigen Grenzgefechte im Kampf gegen die Sarazenen, bei der Burg Maldà (heute in der gleichnamigen Gemeinde in der Provinz Lleida) fiel und zugleich dessen einziger Sohn und Erbe, Bremond II. de Cardona, in die Gefangenschaft der Muslime fiel und kurz darauf in Gefangenschaft verstarb.
Die Vizegrafschaft ging daher auf den letzten Agnaten des Hauses Cardona, Folch II. de Cardona, den jüngeren Bruder von Raimund Folch I. de Cardona über, der jedoch Geistlicher, später Bischof von Barcelona war und daher keine Kinder hatte.

### Erwerb der Vizegrafschaft Cardona
Bereits kurz darauf, am 12. Mai 1087 wurde der Übergang der Vizegrafschaft Cardona an das Haus Claramunt vertraglich durch eine Urkunde geregelt, in der Folch II. – der amtierende Vizegraf von Cardona – dessen Nichte Ermessenda de Cardona und deren Mann Deodat Amat de Claramunt vereinbarten, dass die Vizegrafschaft Cardona an einen der Söhne des Deodat Amat und der Ermessenda fallen sollte. In einer Schenkungsurkunde vom 26. Dezember 1087 erscheint Bernat Amat neben seinem Onkel bereits mit dem Titel eines Vizegrafen auf. Spätestens mit dem Ableben seines Onkels Folch II. de Cardona im Jahre 1099 konnte Bernat Amat die alleinige Herrschaft über die Vizegrafschaft Cardona übernehmen.
Seine Aufmerksamkeit galt u. a. der Stärkung der wirtschaftlichen Lage seiner Vizegrafschaft, indem er gezielt den Abbau der reichen Salzvorkommen vorantrieb und dadurch seine finanziellen Möglichkeiten stark erweiterte. Er nützte dies u. a. zur Festigung seiner Beziehungen zum Bistum Barcelona, dem er im Jahre 1103 gemeinsam mit seiner Frau Almodis eine regelmäßige Stiftung in Form von Salz zukommen ließ.

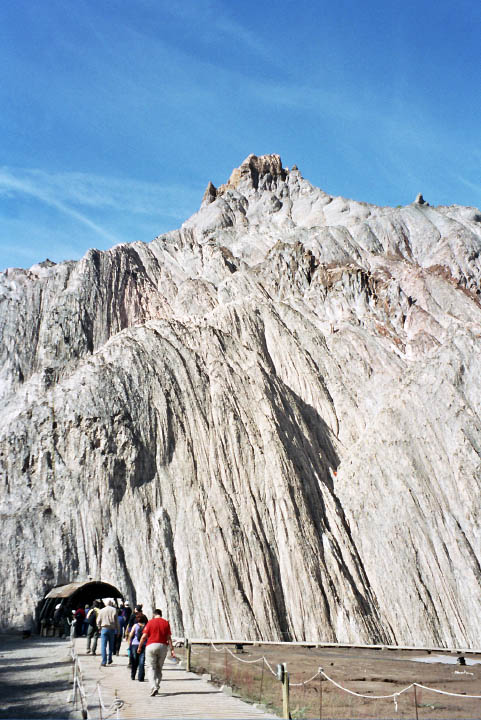
Der Salzberg bei Cardona

### Im Dienst der Grafen von Barcelona
Bernat Amat blieb der traditionellen Rolle des Hauses Cardona treu, indem er nicht nur den Namen dieser Familie übernahm, sondern auch deren aktive Mitwirkung in der Innenpolitik, sowie in der allgegenwärtigen militärischen Auseinandersetzung der Grafschaft Barcelona mit den benachbarten muslimischen Staaten fortführte.
Die Stellung des Hauses Cardona wurde noch dadurch verstärkt, dass Bernat Amat mit Almodis von Barcelona, einer Schwester des regierenden Grafen von Barcelona, verheiratet war. Es war dies Raimund Berengar III., genannt „der Große“ (* 1082 in Rodez; † 1131 in Barcelona), der Graf von Barcelona, Girona und Osona (ab 1082 zusammen mit Berengar Raimund II. und ab 1097 allein), Graf von Besalú, und Cerdanya und ab 1112 auch Graf der Provence, war, die zum Heiligen Römischen Reich gehörte.
Bernat Amat nahm am Hof der Grafen von Barcelona als einer der reichsten Magnaten und als Schwager des regierenden Grafen eine bevorzugte Stellung ein, hatte daher zweifellos in die Umsetzung der ambitionierten Ziele seines Lehensherren, den umfangreichen territorialen Besitz zu erweitern.
So konnte dieser die Grafschaft Besalu durch die Verheiratung seiner kindlichen Tochter mit dem 50-jährigen Grafen Bernhard III. einleiten, 1117 nach dem erbelosen Tod des Grafen Bernhard Wilhelm von Cerdanya dessen Grafschaft an sich bringen und durch die Heirat mit Dulcia von Gévaudan am 3. Februar 1112 die Grafschaft Provence an sich bringen. Der Herrschaftsbereich der Grafen von Barcelona erstreckte sich daher im Osten bis nach Nizza.

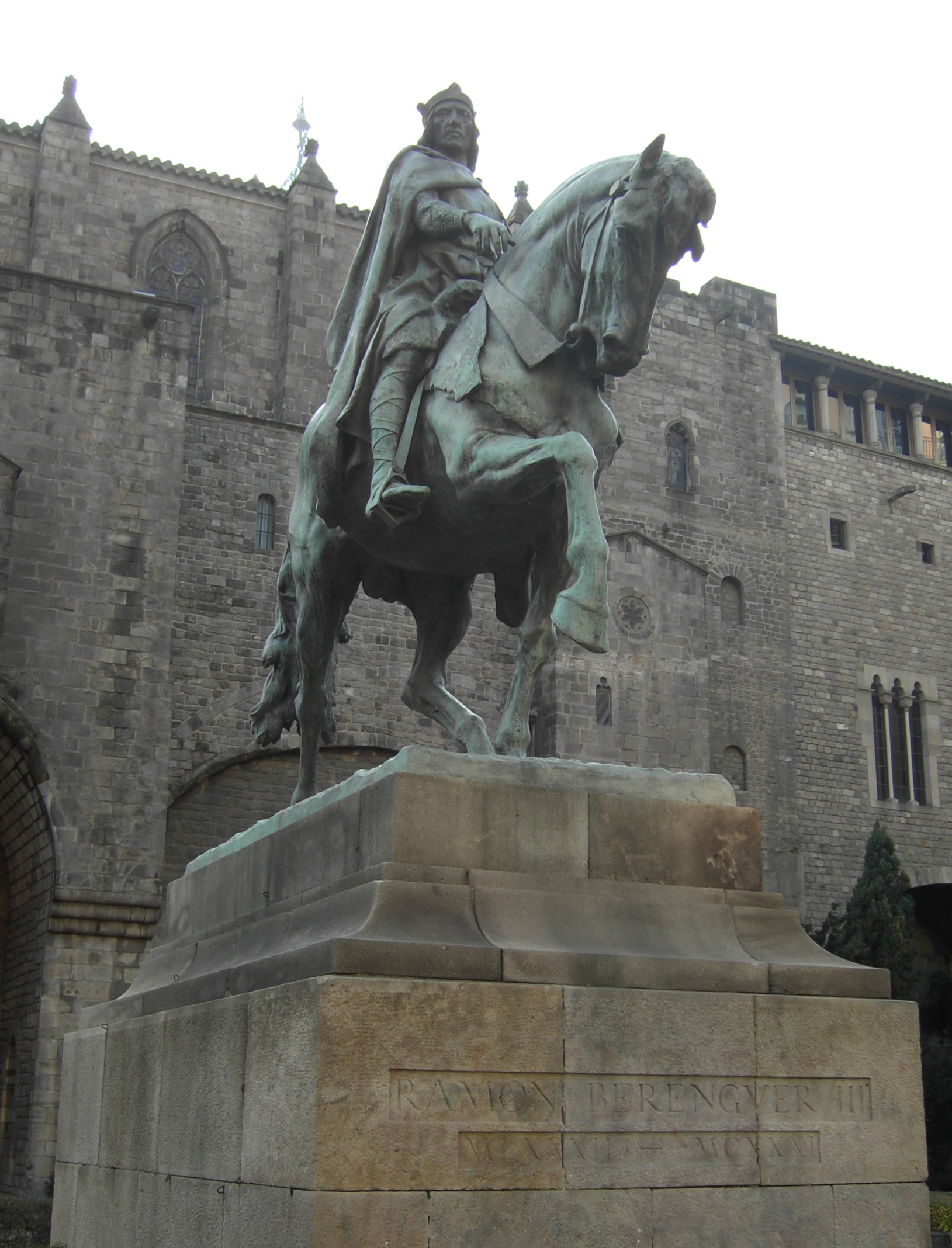
Statue des Grafen Raimund Berengar III. von Barcelona, Schwager von Bernat Amat de Cardona

### Militärische Aktionen
Bernat Amat leistete aber auch im militärischen Bereich, als Feldherr und durch sein großes Aufgebot an Truppen einen Beitrag zur expansiven Politik des Grafen Raimund Berengar III. von Barcelona, der sich dadurch die Bezeichnung „der Große“ erwarb.
Er beteiligte sich 1101 an der endgültigen Eroberung der Stadt Barbastro, die bereits 1064 Gegenstand eines Vorläufers der Kreuzzüge gegen die Muslime war, jedoch drei Mal von den Emiren von Saragossa zurückerobert wurde, schließlich aber der Allianz zwischen Pedro I. König von Aragón (1094–1104), dem Grafen von Barcelona und dem Grafen Armengol IV. von Urgell (1092–1102) nicht widerstehen konnte.
Bernat Amat nahm auch an der Eroberung von der Stadt Balaguer teil, die zur Jahreswende 1100/1101 durch eine Koalition zwischen Graf Raimund Berengar III. von Barcelona und Pedro Ansúrez, Graf von Liébana, Saldaña und Carrión de los Condes erfolgte. Bernat Amat beteiligte sich auch an dem Feldzug, den sein Schwager Graf Raimund Berengar III. in den Jahren 1114 und 1115 in Zusammenarbeit mit den italienischen Seerepubliken Pisa und Genua gegen die Barearischen Inseln durchführte, da sich Mallorca und Ibiza zu Stützpunkten maurischer Piraten entwickelt hatten, die die christliche Schifffahrt im Mittelmeer schwer beeinträchtigten. Ob Bernat Amat auch an den Angriffen des Grafen von Barcelona gegen muslimische Küstenstädte, wie Valencia, Lleida und Tortosa teilnahm, steht nicht fest, ist jedoch zu vermuten. Bernat Amat nahm 1118 auch an der Eroberung von Tarragona teil. Obwohl bereits sein Großvater den Titel eines Vizegrafen von Tarragona geführt hatte, wurde ihm diese wichtige Stadt trotz theoretischer Ansprüche nicht übertragen. Dies wohl, um zu vermeiden, dass dieser einflussreichste Baron der Grafschaft Barcelona allzu mächtig würde.
Nach Sobrequés Vidal nahm Bernat Amat noch 1147 an der Eroberung der wichtigen Hafenstadt Almería (heute in der Autonomen Gemeinschaft Andalusien) – die allerdings 10 Jahre später wieder an die Almohaden verloren ging – und 1149 an der gegen Lleida teil.

### Kirchliche Stiftungen und Tod
Trotz seiner kämpferischen Natur war Bernat Amat wohl auch fromm und ein Freund der Reformbewegung der französischen Abtei Cluny, da er am 10. November 1113 gemeinsam mit seiner Gemahlin und seinen Söhnen diesem Kloster Besitz übertrug.
Nach Sobrequés Vidal verstarb Bernat Amar erst um 1155, überlebte daher seine Söhne, sodass auf ihn sein Enkel Raimund Folch II. de Cardona als zweiter Vizegraf von Cardona aus dem Haus Claramunt folgte. Bezüglich des Todesjahres bestehen jedoch Meinungsunterschiede, da etwa Charles Cawley „nach 27. Oktober 1135“ angibt, was zwar mit c. 1155 vereinbar ist, jedoch eine Unsicherheit bezüglich der Nachfolge erzeugt, da der als Erbe vorgesehene zweite Sohn von Bernat Amat erst „vor 17. Mai 1151“ verstarb.

## Ehe und Nachkommen

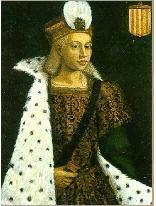
Graf Raimund Berengar II. von Barcelona, Schwiegervater von Bernat Amat de Cardona (Bild aus dem 16. Jahrhundert)

Bernat Amat heiratete vor 1087 Almodis von Barcelona († 1140), eine Tochter von Raimund Berengar II. genannt „Cap d’Estopes“ (Flachskopf) († 1054) Graf von Barcelona, Girona und Ausona und dessen Gemahlin, Mathilde von Hauteville, Prinzessin von Apulien (* um 1059, † n. 6. Juni 1112), die eine Tochter des Normannen Robert Guiscard, Herzog von Apulien und Kalabrien (* um 1015, † um 1085) und dessen zweiter Frau, der langobardischen Prinzessin Sichelgaita von Salerno (* 1040, † 16. April 1090) – einer Tochter von Waimar IV. (* um 1013, † Salerno 3. Juni 1052), der Fürst von Salerno (heute Provinz Salerno) und von Capua, Herzog von Amalfi und von Gaeta sowie von 1043 bis 1047 sogar Herzog von Apulien und Herzog von Kalabrien war, und dessen Ehefrau, Gemma, einer Tochter des Grafen Laidulf von Capua.
Kinder
- Guillem de Cardona, urkundlich zwischen 1113 und 1126
- Ramon Folch de Cardona († v. 17. Mai 1151) heiratete eine Frau unbekannter Herkunft
  - dessen Sohn: Raimund Folch II. de Cardona folgte als zweiter Vizegraf von Cardona aus dem Haus Claramunt (c. 1155–1175)
- Berenguer de Cardona, † n. 19. Juli 1177
- Pere de Cardona († n. 19. Juli 1177)